# Jerzy Korczak
Jerzy Korczak (ur. 16 lutego 1927 w Krakowie jako Jerzy Józef Keiner, zm. 16 października 2021 w Krakowie) – polski pisarz, prozaik i satyryk.
Autor ponad dwudziestu tomów prozy – powieści, opowiadań i reportaży historycznych oraz tekstów publicystycznych, ogłaszanych na łamach prasy krajowej i emigracyjnej. Na początku lat 60. w jego twórczości dominowała groteska obyczajowa – związana z pracą w teatrze, gdzie był kierownikiem literackim i artystycznym. W latach późniejszych skoncentrował się niemal wyłącznie na tematyce związanej z II wojną światową, w której brał udział jako młody człowiek. Był też autorem dwóch książek biograficznych poświęconych Janowi Karskiemu, a także książek wspomnieniowych: Pamięć ci wszystko wybaczy (2001) – o wybitnych postaciach, z którymi zetknął się w życiu, oraz Oswajanie strachu (2007) – o swoich okupacyjnych losach.

## Życiorys
Urodził się w Krakowie w zasymilowanej rodzinie żydowskiej, jako syn adwokata Samuela (Stanisława) Keinera (ur. 1888 w Wadowicach, dra praw UJ, 1912, s. Arona (Adolfa) i Genendel (Gusty) Ginger) oraz Marii Amalii z domu Landsberger (ur. 1893, c. Salomona i Lei Mirisch). Ze strony ojca był kuzynem pisarza Aleksandra Ziemnego. Nazwisko Korczak przyjął oficjalnie wraz z ojcem i bratem Janem zaraz po zakończeniu II wojny światowej.
W 1941 wraz z matką został osadzony w krakowskim getcie, skąd uciekł, a następnie w latach 1943–1944 ukrywał się w Warszawie i Otwocku, dzięki pomocy Ireny Sendlerowej i Juliana Grobelnego. Matka zginęła w obozie zagłady w Bełżcu, ojciec i brat trafili w głąb Związku Radzieckiego. Był kolporterem prasy podziemnej, znalazł się w konspiracji. W sierpniu 1944 gdy jego oddział wyruszył na pomoc walczącej Warszawie został zatrzymany i osadzony przez Sowietów w obozie na Majdanku. Następnie skierowany do szkoły oficerskiej w Lublinie, którą ukończył w stopniu chorążego. Stamtąd trafił do 69. pułku artylerii przeciwlotniczej 2 Armii Wojska Polskiego i uczestniczył jako żołnierz m.in. w operacji łużyckiej. W latach 1944–1948 służył w Ludowym Wojsku Polskim. W latach 1944–1948 należał do PPR, a w latach 1948–1983 do PZPR.
Pod koniec 1946 wyjechał wraz z ojcem na krótko do Brazylii, gdzie mieszkał w Rio de Janeiro brat jego matki, z zamiarem stałej emigracji, jednak rozczarowany szybko wrócił do kraju. Po powrocie i zdaniu eksternistycznej matury w Krakowie, studiował na Wydziale Dyplomatyczno-Konsularnym Akademii Nauk Politycznych w Warszawie. Debiutował w 1947 na łamach dodatku do Dziennika Polskiego. W latach 1949–1950 pracował w Ministerstwie Spraw Zagranicznych. Od 1950 był redaktorem Polskiego Radia w Krakowie. Po zawarciu ślubu kościelnego (którego udzielił powinowaty jego żony ks. Franciszek Macharski, przyszły kardynał) zmuszony przez władze partyjne do wyjazdu z Krakowa. W 1952 zamieszkał w Poznaniu, gdzie był założycielem, a w latach 1953–1962 kierownikiem artystycznym Teatru Satyry. Był także kierownikiem literackim Teatru Dramatycznego w Poznaniu (1958–1961) oraz Teatru im. Aleksandra Fredry w Gnieźnie (1956–1957). Po śmierci żony w 2001 powrócił do Krakowa.
Przed 1989 odznaczony m.in. Krzyżem Kawalerskim i Oficerskim Orderu Odrodzenia Polski, Krzyżem Walecznych i Srebrnym Medalem Zasłużonym na Polu Chwały. Był członkiem Stowarzyszenia Pisarzy Polskich i Stowarzyszenia Dzieci Holocaustu.
Jego żoną była Teresa Mikucka (1927–2001), córka Sylwiusza Mikuckiego. Ich córka Ewa Korczak-Tomaszewska (ur. 1951), zamieszkała w Lille, jest plastykiem. Miał dwoje wnuków: Jana i Annę. Miłośnik nart i tenisa.
Pochowany na cmentarzu Rakowickim.

## Nagrody
- 1960: nagroda miasta Poznania
- 1966: nagroda III stopnia Ministra Obrony Narodowej za Klucz do Berlina
- 1990: nagroda Polskiego PEN Clubu im. Ksawerego Pruszyńskiego za Cóżeś ty za pani...
- 1990: nagroda artystyczna miasta Poznania
- grudzień 2007: Krakowska Książka Miesiąca za wspomnieniową książkę Oswajanie strachu

## Twórczość
- Trzy spotkania (1950)
- Czterdzieści osiem gwiazd (1953)
- Odcinek południowy (1953)
- Pierożek drewniany (1960)
- Pogrzeb z gramofonem (1963)
- Między swastyką a trójzębem (1964)
- Hamletówka (1965)
- Klucz do Berlina (1966)
- Klęska wiernego Heinricha (1967)
- Wał Pomorski 1945 (1967)
- Przeklęte wzgórze 186,0 (1968)
- Jak na niebie, tak i na ziemi (1970)
- Noc w Quedlinburgu (1971)
- Wysoki krzyż (1974)
- Pożegnanie z bekiem Martyną (1974)
- Alarm na pograniczu (1977)
- Zwiadowcy (1977)
- Cóżeś ty za pani..: o walkach armii „Poznań” 1-12 września 1939 r. (1979)
- Cóżeś ty za pani..: o walkach armii „Poznań” 12-19 września 1939 r. (1983)
- Blaszane nieśmiertelniki (1983)
- Konspiratorzy (1990)
- Nieznaczny ruch gąsienicy (1992)
- Misja ostatniej nadziei (1992)
- Przypadki niemieckiego Polaka (1997)
- Konspiratorzy i zdrada (2000)
- Karski: opowieść biograficzna (2001)
- Pamięć ci wszystko wybaczy (2001)
- Oswajanie strachu (2007)